# Samsung Galaxy Tab 3 Lite 7.0
La Samsung Galaxy Tab 3 Lite 7.0 es una tableta basada en Android de 7 pulgadas producida y comercializada por Samsung Electronics.

## Historia
La Galaxy Tab 3 Lite 7.0 se anunció el 16 de enero de 2014. Estaba disponible al precio de $ 159.

## Colores
La Samsung Galaxy Tab 3 vino en tres colores en su lanzamiento de 2013, negro, blanco y marrón dorado. Más tarde se introdujeron cuatro colores más en 2014, Peach Pink, Blue Green y Lemon Yellow.

## Características
La Galaxy Tab 3 Lite 7.0 se lanzó con Android 4.2.2 Jelly Bean. Samsung personalizó la interfaz con su software TouchWiz UX. Además de las aplicaciones de Google, como Google Play, Gmail y YouTube, tiene acceso a aplicaciones de Samsung como S Voice y S Planner.
La Galaxy Tab 3 Lite 7.0 está disponible en las variantes solo Wi-Fi y 3G y Wi-Fi. El almacenamiento es de solamente 8 GB en cada modelo, con una ranura para tarjeta microSD para expansión. Tiene una pantalla TFT LCD de 7 pulgadas con una resolución de 1024x600 píxeles y solo una cámara trasera.